# ادموند جی. راس
ادموند گیبسن راس (به انگلیسی: Edmund Gibson Ross) سناتور سابق عضو حزب جمهوری‌خواه ایالات متحده آمریکا بود. وی در سال ۱۸۶۶ تا ۱۸۷۱ میلادی سناتور ایالت کانزاس در سنای ایالات متحده آمریکا بود.